# اراذل و اوباش (فیلم ۱۹۷۵)
اراذل و اوباش (به هندی: Do Thug) فیلمی محصول سال ۱۹۷۵ و به کارگردانی اس. دی نارانگ است. در این فیلم بازیگرانی همچون هما مالینی، شاتورگان سینها، کشتو موکرجی ایفای نقش کرده‌اند.